# Anonaepestis
Anonaepestis é um gênero de mariposa pertencente à família Crambidae.